# Zniszczyć wszystkie potwory
Zniszczyć wszystkie potwory (jap. 怪獣総進撃 Kaijū Sōshingeki; ang. Destroy All Monsters) – japoński film typu kaijū z 1968 roku w reżyserii Ishirō Hondy. Dziewiąty film z serii o Godzilli.
Do czasu Godzilli: Ostatniej wojny był to film z Godzillą o największej liczbie potworów.

## Fabuła
Koniec XX wieku. Komisja NZ ds. Nauki i Technologii dla Rozwoju zdołała złapać i umieścić wszystkie potwory świata na jednej z wysp archipelagu Ogasawara, by nigdy więcej nie zagroziły ludzkości. Wyspa ochrzczona Wyspą Potworów jest monitorowana przez specjalną placówkę naukową znajdują się w podziemiach wyspy, celem pilnowania i badania potworów.
Pewnego dnia chmura gazu nagle nawiedza Wyspę Potworów, która powoduje nieprzytomność u ludzi i uszkodzenie aparatury zabezpieczającą potwory przed ucieczką. Te wkrótce zaczynają nawiedzać miasta z całego świata – Godzilla atakuje Nowy Jork, Rodan Moskwę, Gorozaur i Baragon Paryż, Mothra Pekin, a Manda Londyn. Kontakt z Wyspą Potworów zostaje zerwany, więc Narody Zjednoczone nakazują Katsuo Yamabe i jego załodze ze statku kosmicznego Moonlight SY-3, by przerwali swój patrol na kolonii w Księżycu i sprawdzili co się stało na Ziemi.
Załoga Moonlight SY-3 odkrywa, że centrum naukowe jest zdewastowane, a pozostali przy życiu dziwnie się zachowują. Pracująca tam dziewczyna kapitana Yamabe, Kyoko i główny naukowiec, doktor Otani zaprowadzają załogę Moonlight SY-3 do kobiet w srebrnych szatach. Liderka grupy wyjawia, że reprezentuje Kilaaków, zaawansowaną rasę kosmitów, którzy użyli swych mocy, by kontrolować umysły mieszkańców Wyspy Potworów. Królowa Kilaaków rozkazuje ludziom, by natychmiast poddali się jej rasie, inaczej czeka ich zagłada. Yamabe i jego ludzie odmawiają i strzelają do Kilaaków, tylko po to, by dowiedzieć, że chroni ich pole siłowe. Kosmici uciekają i nakazują swym ludzkim niewolnikom zabić Yamabe. Ten stawia opór i ucieka z wyspy wraz z doktorem Otanim.
W szpitalu Yamabe i doktor Yoshida przesłuchują doktora Otaniego, który odmawia współpracy. Gdy Yamabe i Yoshida rozmawiają w innym pokoju, Otani popełnia samobójstwo wyskakując z okna. Wkrótce Kyoko i inni kontrolowani przez Kilaaków przybywają po ciało Otaniego, jednak przepędzają ich specjalne jednostki policyjne ONZ. Podczas autopsji Otaniego znaleziono w jego głowie implant odpowiadający za kontrolę umysłu. W międzyczasie w Japonii pewien stary farmer znajduje dziwny kamień w rzece. Po analizie okazuje się, że to zamaskowane urządzenie do kontroli umysłów. W wyniku śledztwa okazuje się, że podobne urządzenia są rozproszone po całym świecie i służyły do kontroli potworów, jak i ludzi. Za naukowcami pracującymi dla Kilaaków są rozesłane listy gończe.
Kyoko ukrywa się w Tokio, które zostaje zaatakowane przez Godzillę, Rodana, Mandę i Mothrę. Mimo interwencji wojskowej miasto zostało zniszczone. Podczas zebrania wojskowego komendant Tada zwraca uwagę Yamabe, że gdy miasta z innych krajów były niszczone, Japonia była nietknięta. Sugeruje, że korzystając z nieuwagi Kilaakowie stworzyli bazę na półwyspie Izu i nakazuje Yamabe jej zlokalizowanie. Wkrótce przybywa Kyoko, która potwierdza przypuszczenia majora Tady i w imieniu Kilaaków rozkazuje poddanie się ludzkości w zamian za powrót potworów na Ogasawarę. Nie mogąc tego słuchać Yamabe łapie Kyoko i wyrywa z jej uszu odbiorniki w kolczykach do uszu uwalniając ją od kontroli Kilaaków. Niestety, Kyoko nic nie pamięta z okresu kontroli umysłu i nie jest w stanie dać przydatnych informacji.
Wkrótce na półwyspie Izu Yamabe z majorem Tadą odkrywają tunel do jaskini, gdzie znajduje się hologram królowy Kilaaków. Oznajmia on, że ich baza znajduje się w Fudżi i każdy sprzeciwiający się inwazji zostanie zabity. Na Wyspie Potworów naukowcom udaje się zlokalizować na Księżycu główne urządzenie kontrolne, więc załoga Moonlight SY-3 zostaje tam wysłana. Tam, w księżycowej bazie Kilaaków po wymianie ognia główne urządzenie do kontroli umysłu zostaje zniszczone i zostaje odkryty słaby punkt kosmitów – niskie temperatury.
Potwory są wyjęte spod kontroli Kilaaków i zapada decyzja, by wojska zaatakowały ich bazę koło góry Fudżi. Królowa Kilaaków czując, że inwazja nie dojdzie do skutku wysyła Króla Ghidorę. Kosmiczny smok przybywa na Ziemię i atakuje wszystkie potwory zgromadzone przy górze Fudżi. Godzilla, Anguirus, Gorozaur, Mothra, Kumonga i Rodan przeprowadzają kontratak, podczas gdy Minya, Manda, Varan i Baragon spoglądają z daleka. Po zażartej bitwie Król Ghidora zostaje pobity na śmierć przez potwory, a jego zwłoki przykryte przez sieci Mothry i Kumongi. Kilaakowie wypuszczają własnego potwora, Ognistego Smoka, który skutecznie terroryzuje potwory i wojska. Jednak Godzilli udaje się zniszczyć bazę Kilaaków doszczętnie, powodując reakcję łańcuchową konsumując bazę i martwego Ghidorę w głąb ziemi. Moonlight SY-3 ściga i zestrzeliwuje Ognistego Smoka, który okazuje się tylko zwykłym statkiem Killaków o płonącej osłonie. Kosmici zostają pokonani, a Ziemia ocalona. Potwory wracają na Wyspę Potworów, gdzie żyją w spokoju.

## Obsada
- Akira Kubo – kapitan Moonlight SY-3 Katsuo Yamabe
- Yukiko Kobayashi – Kyoko Manabe
- Jun Tazaki – dr Yoshido
- Andrew Hughes – dr Stevenson
- Kyoko Ai – królowa Kilaaków
- Yoshio Tsuchiya – dr Wataru Otani
- Hisaya Itō – mjr Tada
- Yoshifumi Tajima – kmdt Sugiyama
- Kenji Sahara – kmdr Nishikawa
- Ikio Sawamura – stary farmer
- Haruo Nakajima –
  - Godzilla,
  - jeden z doradców wojskowych
- Teruo Aragaki – Rodan
- Tadāki Watanabe – Anguirus
- Hiroshi Sekita –
  - Anguirus,
  - Gorozaur,
  - doktor w szpitalu
- „Little Man” Machan – Minya
- Susumu Utsumi – Król Ghidora

## Produkcja

### Scenariusz
W 1967 roku Shinichi Sekizawa napisał wstępny scenariusz pod tytułem Kaijū sō shutsudō (jap. 怪獣総出動; pol. Totalna ekspedycja potworów), który znalazł się w planie produkcji wraz z Synem Godzilli. Wkrótce przygotowano nowy scenariusz nazwany Kaijū Chūshingura (jap. 怪獣忠臣蔵; pol. Skarbiec wasalnej lojalności potworów) inspirowany napisany przez Ishirō Hondę Hondę i Takeshiego Kimurę. Fabuła powtarzała wątek kontroli kosmitów nad potworami z Inwazji potworów, jednak została rozciągnięta na szerszą skalę i zbierała wszystkie dotychczasowe gigantyczne potwory z filmoteki Tōhō. Jako że tytuł nawiązywał do sztuki teatralnej Skarbca wasalnej lojalności, planeta kosmitów została nazwana Kilaak (jap. キラアク Kiraaku), od pierwowzoru złoczyńcy sztuki – Yoshinaki Kiry.
Wkrótce Honda i Kimura opracowali pomysł wyspy-rezerwatu, na której zebrano wszystkie potwory do badań naukowych, gdzie miały się rozmnażać i krzyżować między sobą. Honda był zafascynowany konceptem „potworzej farmy” jaką miała być Wyspa Potworów, zwłaszcza tego jak ludzkość miała ją dokarmiać. Stwierdził, że potrzeba potworom dużo protein, więc musiało powstać coś w rodzaju podwodnej farmy.
22 listopada 1967 roku przygotowano następną wersję scenariusza, nazwaną Kaijū Sōshingeki Meirei (jap. 怪獣総進撃命令; pol. Dyrektywa całkowitego ataku potworów). W skład obsady potworów mieli się znaleźć Godzilla Mothra, Rodan, Król Ghidora, Kumonga z Syna Godzilli, Ebirah z Ebiraha – potwora z głębin, Baragon z Frankenstein Conquers the World, Manda z Atragona, Maguma z Goratha i Varan z Daikaijū Baran. Maguma wraz z Baragonem miał pełnić rolę ochroniarza ziemskiej bazy Kilaaków, a także zaatakować Paryż. W trakcie produkcji rozważano także udział Kamacuras z Syna Godzilli oraz Sandy i Gairy z Pojedynku potworów.
9 stycznia 1968 roku dokonano ostatecznej wersji scenariusza pod finalnym tytułem Zniszczyć wszystkie potwory, a w miejsce Magumy i Ebiraha znaleźli się Anguirus z Godzilla kontratakuje i Minya z Syna Godzilli, a następnie dołączył Gorozaur z Ucieczki King Konga.
W marcu 1968 roku Tōhō ogłosiło 30 filmów zaplanowanych na następny rok i żaden z nich nie był filmem typu kaijū. Wedle słów reżysera efektów specjalnych filmu – Sadamasy Arikawy, Zniszczyć wszystkie potwory miał być ostatnim filmem z udziałem Godzilli z powodu słabnącej popularności kaijū i braku pomysłów na kolejne filmy.
Ponieważ akcja toczy się w niedalekiej przyszłości, padają głosy, że film chronologicznie dzieje się po Powrocie Mechagodzilli.

### Casting
W rolach głównych wystąpili ci sami aktorzy z poprzednich filmów kaijū reżyserowanych przez Hondę, tj. Akira Kubo, Jun Tazaki, Yoshifumi Tajima i Yoshio Tsuchiya. W rolę Kyoko zatrudniona została 21-letnia Yukiko Kobayashi debiutująca we wcześniejszym filmie Hondy, Come Marry Me. Doktora Stevensona zagrał Andrew Hughes, turecki aktor specjalizujący się graniu postaci z Zachodu w japońskich filmach.

### Efekty specjalne
Budżet filmu wyniósł do rekordowych 200 mln jenów, jednak z powodu dużej liczby potworów i budowli wielkich planów scenograficznych konieczne były oszczędności. Z tego powodu, ku rozczarowaniu Hondy, w gotowym filmie zrezygnowano wielu pomysłów dotyczących działania Wyspy Potworów i skupiono się na niej jedynie się w niewielkim stopniu. Niektóre sceny były uzupełniane fragmentami z poprzednich filmów.
Tak jak w dwóch poprzednich filmach z Godzillą za efekty specjalne odpowiadał Sadamasa Arikawa, asystent Eijiego Tsuburayi, który z powodu pogarszającego się zdrowia i skupieniu nad seriami telewizyjnymi przestał nadzorować prace nad filmami kinowymi. Mimo to w napisach początkowych Tsuburaya figuruje jako „kierownik efektów specjalnych”.
Do realizacji wykorzystano pochodzące z poprzednich filmów kostiumy Minyi, Rodana i Ghidory oraz makiety Mothry i Kumongi, wszystkie poddane drobnym modyfikacjom i reperacjom. Do filmu wykorzystano ten sam model Mandy co w filmie Atragon, z tą różnicą, że stworzono nową głowę, upodobniając ją bardziej do gigantycznego węża aniżeli smoka azjatyckiego. Stworzono nowe kostiumy dla Godzilli autorstwa Teizō Toshimitsu i Anguirusa autorstwa Nobuyukiego Yasumaru. Kostium Godzilli z tego filmu został wykorzystany trzech następnych filmach, czyniąc go najczęściej używanym kostiumem Godzilli w historii.
Początkowo Varan i Baragon mieli mieć większą rolę w filmie, jednak kostium Baragona był wyeksploatowany przez Tsuburaya Productions, a kostium Varana był bardzo zniszczony, więc ich czas ekranowy został ograniczony do kilku ujęć. Nobuyuki Yasumaru zastąpił Baragona Gorozaurem w scenie zniszczenia Łuku Triumfalnego w Paryżu, z powodu przeszkadzających uszu potwora i niesatysfakcjonującej faktury skóry.
Nakręcono scenę, w której Godzilla i Manda toczą ze sobą walkę w Tokio. Usunięto ją, ponieważ wątek dwóch potworów pod kontrolą Kilaaków walczących między sobą mógłby być trudny do wytłumaczenia widzom.

### Muzyka
Do skomponowania muzyki wybrano Akirę Ifukube ze względu na jego bombastyczny styl partytur, mający wpasować w założenia epickiego zakończenia serii.

### Postprodukcja
Tōhō zleciło na rynek międzynarodowy anglojęzyczną wersję Zniszczyć wszystkie potwory wykonaną przez studio Frontier Enterprises z Tokio.

## Odbiór

### Premiera kinowa
Premiera odbyła się 1 sierpnia 1968 roku w podwójnym seansie z wznowionym Atragonem. Film wznowiono w 1971 roku w ramach bloku filmowego dla dzieci Toho Champion Festival jako Gojira Dengeki Daisakusen (jap. ゴジラ電撃大作戦; ang. Godzilla: The Grand Blitz Operation).

### Wyniki finansowe
Film przy koszcie 200 mln jenów zarobił 170 mln jenów przy sprzedanych 2,58 mln biletach, zarabiając niewiele od poprzedniego Syna Godzilli. Był dwunastym najbardziej dochodowym filmem na japońskim rynku filmowym w 1968 roku.

### Odbiór krytyczny
Chieo Yoshida z Kinema Junpo dał negatywną recenzję, określając film jako kłopotliwy i pozostawiający niewyjaśnioną kwestii relacji potwory-ludzie. Kpił również z dużej liczby potworów, pisząc: „Dali prawie wszystkie potworze gwiazdy razem, w tym uwzględniając te które uważałem za zmarłe”.
Wśród fanów gatunku Zniszczyć wszystkie potwory cieszy się dobrą opinią. Zwracają na brak oryginalności i prostą historię, co jest jednak nadrabiane spektakularnością i jest uznawany ostatnią naprawdę porywającą odsłonę w początkowej serii filmów kaijū wytwórni Tōhō.
Gareth Edwards, reżyser Godzilli powiedział, że gdyby reżyserował sequel, byłby głównie inspirowany Zniszczyć wszystkie potwory.
Jeden z ulubionych filmów kaijū Guillerma del Toro.

### Analiza
Dziennikarz Steve Ryfle i historyk Ed Godziszewski w książce Ishiro Honda: A Life in Film, from Godzilla to Kurosawa byli zdania, iż film odzwierciedlał ówczesne japońskie nastroje antywojenne z powodu wojny wietnamskiej oraz nasilone obawy o wojnie nuklearnej. Zawarty w 1968 roku układ o nierozprzestrzenianiu broni jądrowej odzwierciedlają potwory atakujące stolice krajów będących w posiadaniu broni jądrowej oraz Nowy Jork, tj. kwaterę główną ONZ, która w filmie jest główną siłą świata o szerokich możliwościach technologiczno-militarnych. Honda miał także zawrzeć głosy o zarzuceniu sojuszu amerykańsko-japońskiego w obawie o testy nuklearne na archipelagu Ogasawara, który po II wojnie światowej przeszedł pod administrację Floty USA i miał zostać zwrócony Japonii w 1968 roku, czego dowodem w filmie mają być potwory de facto uwięzione na archipelagu, a także fakt ataku Godzilli na Stany Zjednoczone. Zwraca się na uwagę, iż po zniszczeniu Tokio pojawiają się przejmujące kadry zniszczeń przypominający podobne ujęcia z Godzilli.

## Odniesienia w kulturze popularnej
- Amerykańska grupa hip hopowa Monsta Island Czars nazwała się na cześć Wyspy Potworów i każdy jej członek ma pseudonim od danego potwora z Tōhō[24].
- W serialu animowanym Godzilla trzy-częściowy odcinek „Monster Wars” luźno opiera się na Zniszczyć wszystkie potwory. Pojawiająca w serialu Site Omega służy za odpowiednik Wyspy Potworów.
- Głównym wątkiem drugiego numeru komiksu Planetary jest znajdująca się na japońsko-rosyjskim terytorium spornym Wyspa Zero zamieszkała przez gigantyczne potwory do ich wymarcia w latach 70. XX wieku. Ich pochodzenie jest oficjalnie objęte tajemnicą, a ich martwe ciała zostały zostawione jako ostrzeżenie, by nikt nie nadużywał możliwości technologicznych, które mogły stać za ich powstaniem[25].
- W komiksie Top 10(inne języki) wspomniany zostaje Atol Potworów jako nakazowy ośrodek dla gigantycznych potworów z uzależnieniami[26].
- W odcinku serialu anime Urusei Yatsura pt. „Makyō Tensei! Dārin wa Nani wo Kangaeterutcha!?” Mendo rozmarza się o tym jak jest w stanie uciec Godzilli, który nie może opuścić wyspy z powodu pola siłowego, nawiązując do zabezpieczeń na Wyspie Potworów[27].
- Twórcy filmu Potwory kontra Obcy złożyli hołd filmowi, gdy Galaxar wymawia do swej armii zdanie „destroy all monsters”, angielski tytuł filmu.
- W odcinku Simpsonów pt. „Lisa on Ice” Lisa wyobraża negatywne konsekwencje oceny niedostatecznej z wychowania fizycznego jako siebie ściganą przez Gamerę, Rodana i Mothrę na Wyspie Potworów[28]. Z kolei w napisach końcowych odcinka pt. „Treehouse of Horror XXX” Mike B. Anderson jest przedstawiany jako Destroy All Monsters B. Anderson[29].
- Odpowiednik Wyspy Potworów pojawia się w Atomówkach.
- W filmie krótkometrażowym What We Talk About When We Talk About the Smith pojawia się plakat filmu.
- Amerykański zespół rockowy Destroy All Monsters nazwał się na cześć filmu.
- Firma produkcyjna Destroy All Entertainment specjalizująca się w kinie grozy nawiązuje do angielskiego tytułu filmu[30].
- Czołówka pierwszego sezonu australijskiego serialu komediowy Danger 5 parodiuje czołówkę Zniszczyć wszystkie potwory.
- Ilustracja „Destroy All Simpons” z 7. numeru serii komiksowej Bart Simpson’s Treehouse of Horror parodiuje Zniszczyć wszystkie potwory nadając występującym potworom i Kilaakom twarze postaci z serialu animowanego Simpsonowie[31].
- Trzeci tom z serii komiksowej Reckless nosi tytuł „Destroy All Monsters”[32].